# یکا

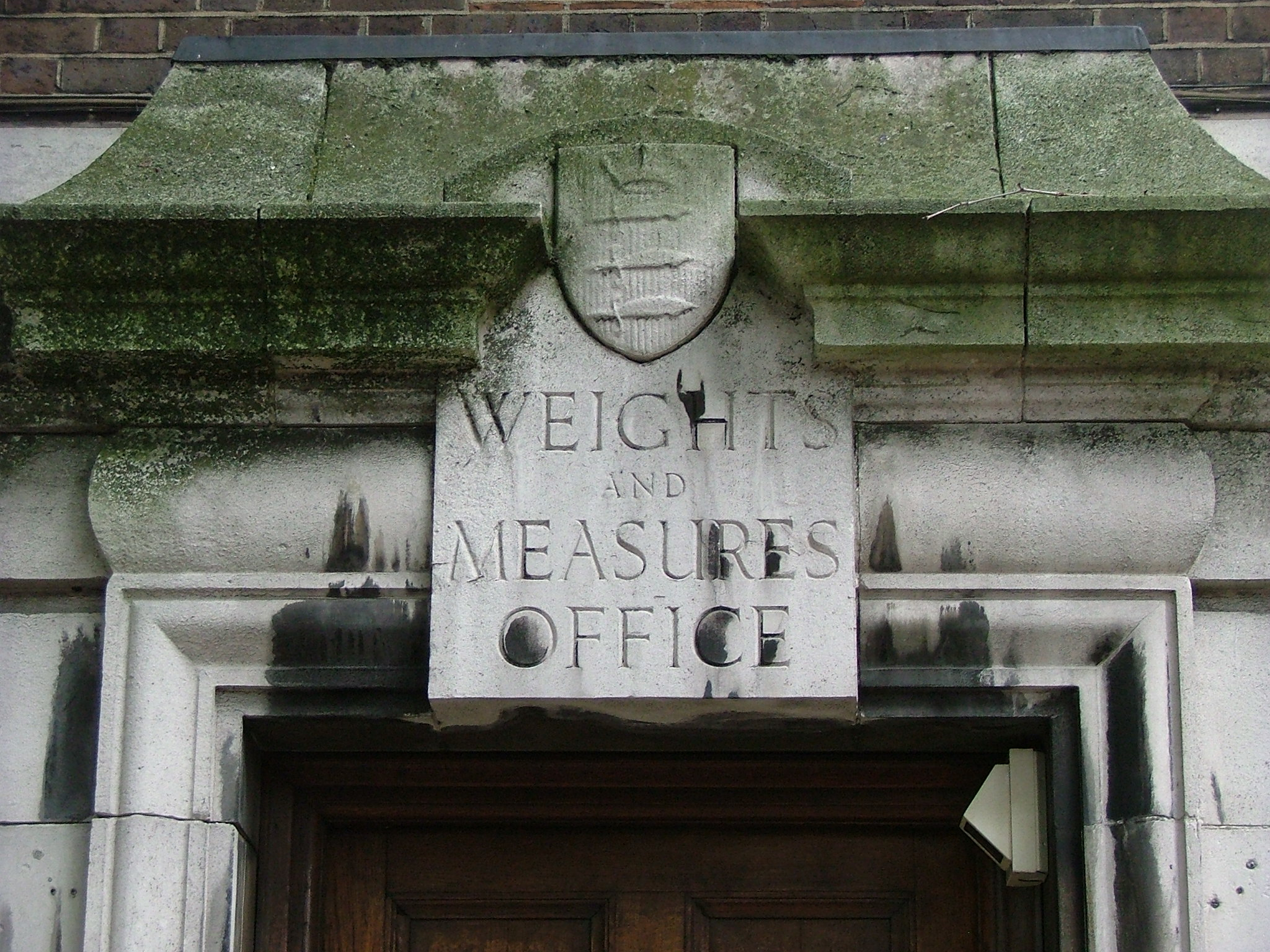
دفتر سابق اوزان و مقیاس‌ها در «هفت‌خواهران»، لندن

یکای اندازه‌گیری (به انگلیسی: unit of measurement) یا گاهی واحد، مقداری ثابت و معین از یک کمیت که به عنوان معیاری برای اندازه‌گیری و شمارش آن کمیت انتخاب شده‌است. یکی از جنبه‌های مشترک بین همهٔ اندازه‌گیری‌ها وجود یک یکای اندازه‌گیری است. دانشمندان برای آن‌که رقم‌های حاصل از اندازه‌گیری‌های مختلف یک کمّیت با هم مقایسه‌پذیر باشند، در نشست‌های بین‌المللی توافق کرده‌اند که برای هر کمّیت، یکای معینی تعریف کنند. دانشمندان، با انجام بررسی‌هایی، نتیجه گرفته‌اند که یکای هر کمّیت باید به گونه‌ای باشد که در شرایط فیزیکیِ تعیین‌شده تغییر نکند و در دسترس باشد. این یکاها باید دست‌یافتنی و تغییرناپذیر باشند که البته ممکن است تأمین هردوی این ویژگی‌ها با هم، کار ساده‌ای نباشد؛ برای نمونه، اگر قرار است استاندارد کیلوگرم یک جسم تغییرناپذیر باشد، باید این جسم دور از دسترس باشد، یعنی در جایی نگهداری شود که از هرگونه تغییر و تحول و دستکاری کردن در امان باشد. توافق‌های مربوط به استاندارها، حاصل یک رشته مذاکرات بین‌المللی در «کنفرانس بین‌المللی عمومی اوزان و مقیاس‌ها» بوده‌است. این مجموعه یکاهای مورد توافق بین‌المللی را به‌اختصار دستگاه بین‌المللی یکاها می‌نامند.

## عمده‌ترین واحدهای شمارش و اندازه‌گیری
۱ – واحد شمارش انسان و شتر و درخت خرما: نفر
۲ – واحد شمارش کفش و جوراب: جفت
۳ – واحد شمارش سیگار: نخ
۴ – واحد شمارش صابون: قالب
۵ – واحد شمارش تخم‌مرغ: دانه
۶ – واحد شمارش گواهی‌نامه: فقره
۷ – واحد شمارش در و پنجره: عدد
۸ – واحد شمارش مغازه، خانه و باغ: باب
۹ – واحد شمارش قاشق، چنگال، رختخواب: دست
۱۰ – واحد شمارش درخت: اصله
۱۱ – واحد شمارش پتو، فرش: تخته
۱۲ – واحد شمارش پارچه: توپ
۱۳ – واحد شمارش تفنگ: قبضه
۱۴ -واحد شمارش کاغذ: بند
۱۵ – واحد شمارش مجله و کتاب: جلد
۱۶ -واحد شمارش هواپیما و کشتی: فروند
۱۷ – واحد شمارش سگ و پلنگ: قلّاده
۱۸ – واحد شمارش گل و آهن آلات: شاخه
۱۹ – واحد شمارش دایره، جهت، زاویه: درجه
۲۰ – واحد شمارش چک بانکی: فقره
۲۱ – واحد شمارش ماشین‌آلات، خودرو (اتومبیل)، تلویزیون و یخچال: دستگاه
۲۲ – واحد شمارش گوسفند و گاو: رأس
۲۳ – واحد شمارش پنبه: عدل
۲۴ -واحد شمارش حمام: واحد
۲۵ – واحد شمارش نان: قرص
۲۶ – واحد شمارش قنات و چاه: رشته
۲۷ – واحد شمارش عکس: قطعه
۲۸ – واحد شمارش فیلم عکاسی و لاستیک: حلقه
۲۹ – واحد اندازه‌گیری سرما و گرما: سانتی‌گراد
۳۰ – واحد اندازه‌گیری راه: کیلومتر
۳۱ – واحد اندازه‌گیری حجم آب: مترمکعب
۳۲ – واحد اندازه‌گیری بنزین، نفت و بنزین و گازوئیل: لیتر
۳۳ – واحد اندازه‌گیری سرعت و جهت وزش باد: بادنگار (؟)
۳۴ – واحد اندازه‌گیری سرعت باد: بادسنج (؟)
۳۵ – واحد اندازه‌گیری زمین: متر
۳۶ - واحد شمارش چادر (خیمه): دستگاه
37-واحد اندازه گیری اجسام:کیلوگرم